# Cobra Force
Cobra Force (Originaltitel: Strike Commando) ist ein italienischer Actionfilm von Bruno Mattei aus dem Jahr 1987.

## Inhalt
Michael Ransom ist Teil einer Elitetruppe, die nach erfolgreichem Einsatz in Vietnam von Colonel Radek eliminiert wird. Nur Ransom überlebt und wird im Dschungel von Einheimischen gesundgepflegt und beobachtet, was vor sich geht. Er kehrt nach Amerika zurück, wo er wieder auf Radek stößt, der ihm aber keinen Glauben schenken will, dass sich Russen in Vietnam befänden. Er soll zurückkehren und Beweise sammeln.
Als er dies tut, findet er das Eingeborenendorf zerstört und den kleinen Lau, mit dem er sich beim Erstaufenthalt angefreundet hatte, sterbend. Ransom macht den Russen Jakoda ausfindig, der hinter zahlreichen Gemetzeln steckt und gerät in dessen Gefangenschaft. Er kann bei einem Verhör durch Jakodas Gespielin Olga fliehen; Colonel Radek selbst greift nun mit Truppen ein – auf der gegnerischen Seite. Ransom macht dem Treiben des Böslings ein Ende.

## Kritik
„Der Film ist für totalen Scheißdreck überraschend unterhaltsam anzuschauen. (…) Die Dialoge sind wundervoll ernstgemeint.“

„Sich an überdeutlichen Grausamkeiten und männlichem Todesmut ergötzendes ‚Rambo‘-Imitat; eine abstoßende ‚Korrektur‘ der Realität zugunsten eines stilisierten Ein-Mann-Krieges.“

## Bemerkungen
Der Film ist überdeutlich an Rambo II – Der Auftrag orientiert, aus dem ganze Einstellungen kopiert werden. Gedreht wurde er auf den Philippinen.